# Christoph Stolz

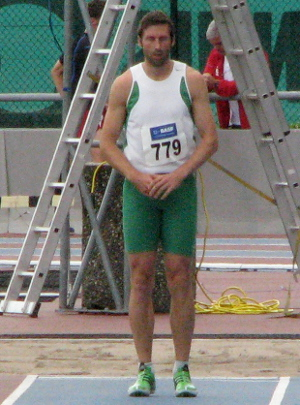
Christoph Stolz beim DLV-WM-Testwettkampf 2011 in Mannheim

Christoph Stolz (* 17. Januar 1980 in Wolfsburg) ist ein ehemaliger deutscher Weitspringer.

## Leben
Stolz war zuerst im Judo aktiv, bis er 1989 zur Leichtathletik kam. In der B-Jugend spezialisierte er sich auf Weit- und Dreisprung. 2002 wurde er Deutscher Juniorenvizemeister im Dreisprung. 2004 gewann er die Deutsche Hochschulmeisterschaft im Weitsprung.
Nach einer Verletzungspause 2005 wurde Stolz im Jahr darauf in Ulm Deutscher Vizemeister im Weitsprung hinter Sebastian Bayer. 2007 übersprang er das erste Mal acht Meter und vertrat Deutschland beim Länderkampf DecaNation, wo er Platz vier erreichte. Bei den Deutschen Hallenmeisterschaften 2008 in Sindelfingen wurde er mit 7,91 Meter Deutscher Meister. Ein Jahr danach sprang er auf Platz zwei und qualifizierte sich für die Halleneuropameisterschaften 2009 in Turin, wo er in der Qualifikation ausschied. 2010 wurde Stolz erneut Deutscher Vizemeister in der Halle. 2012 beendete er seine sportliche Karriere.
Stolz startete für den VfL Wolfsburg und den TV Langen. Er studierte Wirtschaftswissenschaften und arbeitet bei Volkswagen.

## Persönliche Bestleistungen
- Weitsprung: 8,09 Meter, 22. Juni 2008 in Rheinau-Freistett
  - Halle: 8,01 Meter, 21. Februar 2009 in Leipzig